# MOA-2016-BLG-227Lb
MOA-2016-BLG-227Lb — екзопланета масою приблизно в три рази більше, ніж маса Юпітера, тобто цей об'єкт належить до класу екзопланет Супер-Юпітер.
MOA-2016-BLG-227Lb знаходиться в приблизно 21 000 світлових років від Землі.
Екзопланета відкрита в 2016 році за допомогою телескопа MOA-II при обсерваторії Кентерберійського Університету Маунт Джон в Новій Зеландії. При цьому використали гравітаційний метод мікролінзування.